# Приключено по давност
„Приключено по давност“ е български документален филм от 2008 г. по сценарий и режисура на Малина Петрова.
На 26 август 1990 г. вечерта беше подпалена задната част на Партийния дом, тогава клуб на БСП. Разследването продължава 15 години, но делото за палежа не влиза в съдебната зала и накрая е прекратено по давност.

През 2008 г., 18 години по-късно, в опит да се разкрие истината, са представени множество факти, както и различните гледни точки на хора пряко или непряко свързани със събитието. Сред тях са ген. Любен Гоцев, ген. Атанас Семерджиев, Константин Тренчев и др. Двама от ключовите участници не се съгласяват да говорят пред камера. Единият е Румен Сербезов, който е бил в сградата през онази нощ. 
| „ | Много месеци водихме разговори, но той казваше, че има много работа в „Токуда“ | “ |

 казва режисьорката на филма Малина Петрова. Другият е Румен Андреев, следовател по онова време.
Филмът предоставя на зрителя интересен и задълбочен прочит на събития и личности от началото на прехода в България. Излъчен е за първи път по БНТ в две части съответно на 10 и 11 ноември 2010 г.
Филмът е отличен с наградата на БНФ на XVII фестивал на документалното кино „Златен ритон“ „за изключително кинематографичния и аналитичен авторски поглед към парещите следи от близкото ни минало“.